# Holmelgonia
Holmelgonia és un gènere d'aranyes araneomorfes de la subfamília Erigoninae, dins de la família Linyphiidae.
Fou descrit per primera vegada per R. Jocqué i N. Scharff l'any 2007.
És sinònim del gènere Elgonia.,.

## Distribució
Les espècies d'aquest gènere es troben a Angola, Burundi, Camerun, Àfrica central, Kenya, Malawi, Tanzania, i Uganda:

## Llista d'espècies
Segons World Spider Catalog (versió 23.0, 17/06/2022) :
- Holmelgonia afromontana Nzigidahera & Jocqué, 2014
- Holmelgonia annemetteae (Scharff, 1990)
- Holmelgonia annulata (Jocqué & Scharff, 1986)
- Holmelgonia basalis (Jocqué & Scharff, 1986)
- Holmelgonia bosnasutus Nzigidahera & Jocqué, 2014
- Holmelgonia brachystegiae (Jocqué, 1981)
- Holmelgonia disconveniens Nzigidahera & Jocqué, 2014
- Holmelgonia falciformis (Scharff, 1990)
- Holmelgonia hirsuta (Miller, 1970)
- Holmelgonia holmi (Miller, 1970)
- Holmelgonia limpida (Miller, 1970)
- Holmelgonia nemoralis (Holm, 1962) (Espècie tipus)
- Holmelgonia perturbatrix (Jocqué i Scharff, 1986)
- Holmelgonia producte (Bosmans, 1988)
- Holmelgonia projecta (Jocqué & Scharff, 1986)
- Holmelgonia rungwensis (Jocqué i Scharff, 1986)
- Holmelgonia spinosa (Holm, 1968)
- Holmelgonia stoltzei (Jocqué & Scharff, 1986)

## Etimologia
Aquest gènere rep el seu nom en honor a Åke Holm.

## Publicacions originals
- Jocqué & Scharff, 2007 : " Holmelgonia, un nou nom per al gènere Elgonia Holm, 1989 (Araneae, Linyphiidae). » Journal of Afrotropical Zoology, vol. 3, p. 161 ( text complet Arxivat 2016-03-03 a Wayback Machine. ).
- Holm, 1962 : " La fauna d'aranya de les muntanyes d'Àfrica oriental. Part I: Fam. Erigonidae. » Zoologiska Bidrag från Uppsala, vol. 35, p. 19-204 .
- Platnick, 1989 : Advances in Spider Taxonomy 1981-1987: A Supplement to Brignoli's A Catalog of the Araneae descrit entre 1940 i 1981. Manchester University Press, p. 1-673 .